# Газова промисловість Китаю
Газова промисловість Китаю
У 1999 р. в Китаї було видобуто 25.4 млрд м³ газу, в тому числі на морі — 4.4 млрд куб.м. Видобуток газу в країні за 1994-99 рр. зріс на 7.8 млрд куб.м. За офіційними прогнозами у 2010 р. він збільшиться до 65-80 млрд куб.м, а у 2020 р. — до 90-110 млрд куб.м, значною мірою за рахунок морських родовищ. Видобуток розподіляється приблизно порівну між китайськими компаніями CNPC і PetroChina.
На суші газ добувають в чотирьох районах: в провінції Сичуань (Сичуанський НГБ), Шеньсі і Ганьсу (Ордосський НГБ), в Нінся-Хуейському автономному районі (Ордосський НГБ), в Сіньцзян-Уйгурському автономному районі (Таримський, Джунгарський і Цайдамський басейни). На континентальному шельфі видобуток здійснюється в Південно-Китайському (НГБ Бакбо) і Східно-Китайському морях, а також в затоці Бохай (Північно-Китайський НГБ). У 1999 р. товарний видобуток газу в провінції Сичуань становив 7.6 млрд куб.м. Другим за видобутком газу є район в Південно-Китайському морі — 3.2 млрд куб.м. Найбільші газові родовища в провінції Сичуань сполучені газопроводами з промисловами центрами Ченду, Лучжоу, Чанша.
На початку XXI ст. видобуток газу в Китаї продовжує зростати. У 2002 р. компанією PetroChina було видобуто 17.15 млрд куб.м, а приріст по відношенню до 2001 р. становив 7.5 %. На думку експертів Міжнародного енергетичного агентства подальший розвиток китайського газового ринку стримується слабко розвиненою системою газопроводів, наявністю дешевого вугілля [Нафтогазова вертикаль. 2003. № 2].
У 2003 китайська компанія CNOOC почала роботи в рамках першої фази освоєння морського газового родовища Дунфан (Dongfang), запаси якого визначаються в 90 млрд м³ і яке є другим по величині морським газовим родовищем в Китаї після родовища Ячен (Yacheng). Проект є складовою частиною Китайської програми і освоєння морських родовищ. CNOOC має 100%-у участь в освоєнні родовища. Родовище Дунфан розташоване в басейні Інгехай (Yinggehai) в акваторій провінції Хайнань, приблизно за 110 км від міста Дунфан, в затоці Бакбо (Beibu) Південно-Китайського моря. Глибина води в районі родовища — 70 м. У рамках першої фази освоєння родовища буде пробурено 12 свердловин і встановлена центральна платформа, а також побудований наземний газопереробний термінал. Планується видобувати 4.38 млн куб. м/добу. Здійснення другої фази освоєння родовища CNOOC перенесено з 2008 р. на 2006 р. Після її завершення видобуток на родовищі зросте до 6.56 млн куб. м/добу [Oil and Gas Journal. 2003. V.101, P. 37].
Видобуток метану вугільних родовищ становить у 2001 р. 500 млн м³ на рік. «Китайська об'єднана компанія метану вугільних родовищ» — China Unated Coal Bed Methane Corp. (CUCBM) планує до 2010 р. добувати 10 млрд м³ газу з вугільних пластів. CUCBM підписала контракт з Техасо (США) для видобутку газу в ряді регіонів (до 1 трлн м3).
Природний газ становить 3 % в енергобалансі Китаю. Споживається він в основному в районах газовидобутку (близько 50 % — у провінції Сичуань). Газ в основному застосовується для виробництва мінеральних добрив (43 %); близько 32 % його використовується для обслуговування нафтових родовищ; 14 % — у промисловості. У комунально-побутовому і комерційному секторах споживається всього 8.5 % газу. Планується, що до 2010—2020 рр. частка газу в споживанні первинних енергоносіїв становитиме близько 8 %. Згідно з прогнозами китайських економістів, у 2010 р. річне споживання природного газу досягне 95 млрд куб.м, до 2020 р. — 140 млрд куб.м.
До 2010 р. потреби Китаю в імпортному газі можуть становити 25-40 млрд куб.м, до 2020 р. — 45-60 млрд куб.м, а надалі до 80 млрд куб.м. З 2008 р. Китай планує купувати 20 млрд м³ російського газу на рік. Для цього використовуватимуть транскитайський газопровід довжиною 4000 км, який буде прокладений із заходу Китаю до Шанхая. Загалом у північних і центральних провінціях буде використовуватися в основному трубопровідний газ, у прибережних провінціях півдня і південного сходу — ЗПГ. За прогнозом Американського енергетичного агентства (EIA), до 2010 р. річний імпорт ЗПГ у Китай становитиме 30 млрд куб.м.